# Campionat britànic de trial 1960
La temporada de 1960 del Campionat britànic de trial fou l'11a edició d'aquest campionat, organitzat per l'ACU.

## Classificació final
| Posició | Pilot           | Motocicleta | Punts |
| ------- | --------------- | ----------- | ----- |
| 1       | Sammy Miller    | Ariel       | ?     |
| 2       | Roy Peplow      | Triumph     | ?     |
| 3       | John Draper     | BSA         | ?     |
| 4       | Gordon Jackson  | AJS         | ?     |
| 5       | Jeff Smith      | BSA         | ?     |
| 6       | Gordon Blakeway | Triumph     | ?     |
| 7       | ?               | ?           | ?     |
| 8       | ?               | ?           | ?     |
| 9       | ?               | ?           | ?     |
| 10      | ?               | ?           | ?     |